# So in Love with the Sound of Andrew Hill
So in Love with the Sound of Andrew Hill è il primo album come leader di Andrew Hill, pubblicato dalla Warwick Records nel 1960. Il disco fu registrato nel 1959 a Chicago, Illinois (Stati Uniti).

## Tracce
Lato A
1. So in Love – 6:24 (Cole Porter)
2. Chiconga – 4:20 (Andrew Hill)
3. Body and Soul – 4:20 (Johnny Green, Edward Heyman, Robert Sour, Frank Eyton)

Lato B
1. Old Devil Moon – 5:20 (Burton Lane, E.Y. Harburg)
2. Spring Is Here – 5:23 (Lorenz Hart, Richard Rodgers)
3. Penthouse Party – 2:47 (Andrew Hill)
4. That's All – 3:20 (Alan Brandt, Bob Haymes)

## Musicisti
- Andrew Hill - pianoforte
- Malachi Favors - contrabbasso
- James Slaughter - batteria[3][4]